# Ridley Pearson

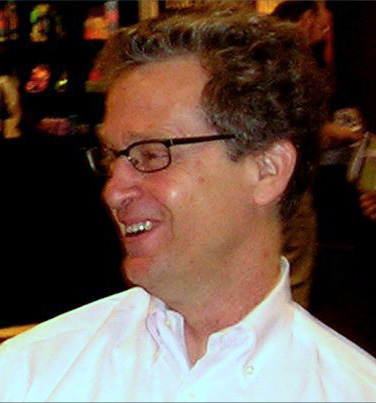
Pearson in 2007.

Ridley Pearson (Glen Cove (New York), 13 maart 1953) is een Amerikaans schrijver.